# Santa Clara (New York)
Santa Clara ist eine Town im Franklin County des US-Bundesstaates New York. Bei der Volkszählung 2010 hatte Santa Clara 345 Einwohner.
Die Town of Santa Clara liegt im Südwesten des Countys, südwestlich des Village of Malone und innerhalb des Adirondack Park. Sie schließt die 58 Seen, Tümpel und Weiher der Saint Regis Canoe Area genauso ein wie den 19 km² großen Upper Saranac Lake.

## Geschichte
Die Town of Santa Clara wurde 1888 aus einem Teil der Town of Brandon gebildet. Acht Jahre später wurde Santa Clara erweitert durch einen weiteren Landteil, der von Brandon abgeteilt wurde.
William Rockefeller begann um 1896 mit dem Ankauf von Grund und Boden, um einen Landsitz zu schaffen, der in den Sommermonaten von Mitgliedern seiner Familie genutzt wurde.

## Geographie
Nach den Angaben des United States Census Bureaus hat Santa Clara eine Gesamtfläche von 496,5 km², wovon 451,7 km² auf Land und 44,8 km² (= 9,02 %) auf Gewässer entfallen.
Santa Clara ist flächenmäßig die zweitgrößte Town im Franklin County. Im Süden wird die Landschaft geprägt durch zahlreiche Seen, von denen der teilweise in Harrietstown liegende Upper Saranac Lake der größte ist.
New York State Route 458 ist in Santa Clara eine Nord-Süd-Verbindung. Die New York State Route 30 durchquert den Süden des Towngebietes.
Entwässert wird Santa Clara vor allem durch den nach Westen fließenden St. Regis River.

### Siedlungen und Örtlichkeiten in Santa Clara
- Bay Pond – ein Weiler im südlich-zentralen Bereich der Town, die aus einem früheren Sommerhaus der Rockefellers hervorging
- Brandon – eine frühere Siedlung nördlich des Bay Pond, die Bestandteil des Landsitzes der Rockefellers wurde und abgebrochen wurde
- Derrick – ein Weiler westlich von Saranac Inn
- Everton – eine frühere Siedlung, die nach der Rodung der umgebenden Wälder aufgelassen wurde
- Floodwood – ein Weiler westlich von Saranac Inn
- Kildare – ein Weiler westlich von Saranac Inn
- Madawaska – ein Weiler an der östlichen Grenze der Town
- Madawaska Pond – ein See fast im Zentrum der Town
- Middle Saranac Lake – ein See, der in die südöstliche Ecke der Town reicht
- Meno – eine Örtlichkeit nordöstlich von Madawaska
- Saint Regis Canoe Area – eine Wilderness Area mit 58 Seen und Weihern, auf denen keine motorisierten Wasserfahrzeuge erlaubt sind
- Santa Clara – der Weiler Santa Clara liegt im Norden an der westlichen Towngrenze an der NY-458.
- Saranac Inn (auch Upper Saranac) – ein Weiler im Süden der Town
- Saranac Inn Station – ein Weiler östlich von Saranac Inn
- Spring Cove – ein Weiler an der westlichen Gemarkungsgrenze, südlich des Weilers Santa Clara
- Upper Saranac Lake – der größte Teil des Sees liegt im Süden des Towngebietes
- Weller Pond – ein großer Weiher im südlichen Teil der Town

## Demographie
Zum Zeitpunkt des United States Census 2000 bewohnten Santa Clara 395 Personen. Die Bevölkerungsdichte betrug 0,9 Personen pro km². Es gab 953 Wohneinheiten, durchschnittlich 2,1 pro km². Die Bevölkerung Santa Claras bestand zu 96,20 % aus Weißen, 0,25 % Schwarzen oder African American, 1,77 % Native American, 0,25 % Asian, 0 % Pacific Islander, 0,76 % gaben an, anderen Rassen anzugehören und 0,76 % nannten zwei oder mehr Rassen. 0 % der Bevölkerung erklärten, Hispanos oder Latinos jeglicher Rasse zu sein.
Die Bewohner Santa Claras verteilten sich auf 155 Haushalte, von denen in 31,6 % Kinder unter 18 Jahren lebten. 63,2 % der Haushalte stellten Verheiratete, 9,0 % hatten einen weiblichen Haushaltsvorstand ohne Ehemann und 22,6 % bildeten keine Familien. 20,0 % der Haushalte bestanden aus Einzelpersonen und in 8,4 % aller Haushalte lebte jemand im Alter von 65 Jahren oder mehr alleine. Die durchschnittliche Haushaltsgröße betrug 2,55 und die durchschnittliche Familiengröße 2,90 Personen.
Die Bevölkerung verteilte sich auf 25,1 % Minderjährige, 4,3 % 18–24-Jährige, 23,5 % 25–44-Jährige, 31,1 % 45–64-Jährige und 15,9 % im Alter von 65 Jahren oder mehr. Der Median des Alters betrug 43 Jahre. Auf jeweils 100 Frauen entfielen 110,1 Männer. Bei den über 18-Jährigen entfielen auf 100 Frauen 105,6 Männer.
Das mittlere Haushaltseinkommen in Santa Clara betrug 42.083 US-Dollar und das mittlere Familieneinkommen erreichte die Höhe von 45.750 US-Dollar. Das Durchschnittseinkommen der Männer betrug 30.000 US-Dollar, gegenüber 24.688 US-Dollar bei den Frauen. Das Pro-Kopf-Einkommen belief sich auf 19.683 US-Dollar. 7,4 % der Bevölkerung und 8,3 % der Familien hatten ein Einkommen unterhalb der Armutsgrenze, davon waren 10,5 % der Minderjährigen und 6,6 % der Altersgruppe 65 Jahre und mehr betroffen.